# BMWオープン
BMWオープン（BMW Open）は、ドイツ・ミュンヘンで開催されるATPツアー250のテニストーナメントである。

## 大会歴代優勝者

### シングルス
1974年以後
| 年               | 優勝者                         | 準優勝者                               | スコア                  |
| ---------------- | ------------------------------ | -------------------------------------- | ----------------------- |
| 2025             | アレクサンダー・ズベレフ       | ベン・シェルトン                       | 6-2, 6-4                |
| ↑ ATPツアー500 ↑ |                                |                                        |                         |
| 2024             | ヤン＝レナルト・シュトルフ     | テイラー・フリッツ                     | 7-5, 6-3                |
| 2023             | ホルガ・ルーネ                 | ボーティック・ファン・デ・ザンスフルプ | 6-4, 1-6, 7-6(7-3)      |
| 2022             | ホルガ・ルーネ                 | ボーティック・ファン・デ・ザンスフルプ | 3-4 途中棄権            |
| 2021             | ニコロズ・バシラシビリ         | ヤン＝レナルト・シュトルフ             | 6-4, 7-6(7-5)           |
| 2020             | 大会開催なし                   | 大会開催なし                           | 大会開催なし            |
| 2019             | クリスチャン・ガリン           | マッテオ・ベレッティーニ               | 6-1, 3-6, 7-6(7-1)      |
| 2018             | アレクサンダー・ズベレフ       | フィリップ・コールシュライバー         | 6-3, 6-3                |
| 2017             | アレクサンダー・ズベレフ       | ギド・ペラ                             | 6-4, 6-3                |
| 2016             | フィリップ・コールシュライバー | ドミニク・ティーム                     | 7-6(9-7), 4-6, 7-6(7-4) |
| 2015             | アンディ・マリー               | フィリップ・コールシュライバー         | 7-6(7-4), 5-7, 7-6(7-4) |
| 2014             | マルティン・クリザン           | ファビオ・フォニーニ                   | 2-6, 6-1, 6-2           |
| 2013             | トミー・ハース                 | フィリップ・コールシュライバー         | 6-3, 7-6(7-3)           |
| 2012             | フィリップ・コールシュライバー | マリン・チリッチ                       | 7-6(10-8), 6-3          |
| 2011             | ニコライ・ダビデンコ           | フロリアン・マイヤー                   | 6-3, 3-6, 6-1           |
| 2010             | ミハイル・ユージニー           | マリン・チリッチ                       | 6-3, 4-6, 6-4           |
| 2009             | トマーシュ・ベルディハ         | ミハイル・ユージニー                   | 6-4, 4-6, 7-6(7-5)      |
| 2008             | フェルナンド・ゴンサレス       | シモーネ・ボレリ                       | 7-6(7-4), 6–7(4-7), 6-3 |
| 2007             | フィリップ・コールシュライバー | ミハイル・ユージニー                   | 2-6, 6-3, 6-4           |
| 2006             | オリビエ・ロクス               | クリストフ・ブリーゲン                 | 6-4, 6-2                |
| 2005             | ダビド・ナルバンディアン       | アンドレイ・パベル                     | 6-4, 6-1                |
| 2004             | ニコライ・ダビデンコ           | マルティン・フェルケルク               | 6-4, 7-5                |
| 2003             | ロジャー・フェデラー           | ヤルコ・ニエミネン                     | 6-1, 6-4                |
| 2002             | ユーネス・エル・アイナウイ     | ライナー・シュットラー                 | 6-4, 6-4                |
| 2001             | イジー・ノバク                 | アンソニー・デュピュイ                 | 6-4, 7-5                |
| 2000             | フランコ・スキラーリ           | トミー・ハース                         | 6-4, 6-4                |
| 1999             | フランコ・スキラーリ           | アンドレイ・パベル                     | 6-4, 6-3                |
| 1998             | トーマス・エンクビスト         | アンドレ・アガシ                       | 6-7(7-4), 7–6(8-6), 6-4 |
| 1997             | マーク・フィリプーシス         | アレックス・コレチャ                   | 7-6(7-3), 1-6, 6-4      |
| 1996             | スラバ・ドセデル               | カルロス・モヤ                         | 6-4, 4-6, 6-3           |
| 1995             | ウェイン・フェレイラ           | ミヒャエル・シュティヒ                 | 7-5, 7-6(8-6)           |
| 1994             | ミヒャエル・シュティヒ         | ペトル・コルダ                         | 6-2, 2-6, 6-3           |
| 1993             | イワン・レンドル               | ミヒャエル・シュティヒ                 | 7-6(7-2), 6-3           |
| 1992             | マグヌス・ラーション           | ペトル・コルダ                         | 6-4, 4-6, 6-1           |
| 1991             | マグヌス・グスタフソン         | ギリェルモ・ペレス＝ロルダン           | 3-6, 6-3, 4-3 途中棄権  |
| 1990             | カレル・ノバチェク             | トーマス・ムスター                     | 6-4, 6-2                |
| ↑ ATPツアー250 ↑ |                                |                                        |                         |
| 1989             | アンドレイ・チェスノコフ       | Martin Střelba                         | 5-7, 7-6, 6-2           |
| 1988             | ギリェルモ・ペレス＝ロルダン   | ヨナス・スベンソン                     | 7-5, 6-3                |
| 1987             | ギリェルモ・ペレス＝ロルダン   | マリヤン・ヴァイダ                     | 6-3, 7-6                |
| 1986             | エミリオ・サンチェス           | Ricki Osterthun                        | 6-1, 6-3                |
| 1985             | ヨアキム・ニーストロム         | ハンス・シュワイヤー                   | 6-1, 6-0                |
| 1984             | リボル・ピメク                 | ジーン・メイヤー                       | 6-4, 4-6, 7-6, 6-4      |
| 1983             | トマシュ・スミッド             | ヨアキム・ニーストロム                 | 6-0, 6-3, 4-6, 2-6, 7-5 |
| 1982             | ジーン・メイヤー               | ペーター・エルター                     | 3-6, 6-3, 6-2, 6-1      |
| 1981             | クリス・ルイス                 | クリストフ・ロジェ＝ヴァセラン         | 4-6, 6-2, 2-6, 6-1, 6-1 |
| 1980             | ロルフ・ゲーリング             | Christophe Freyss                      | 6-2, 0-6, 6-2, 6-2      |
| 1979             | マニュエル・オランテス         | ヴォイチェフ・フィバク                 | 6-3, 6-2, 6-4           |
| 1978             | ギリェルモ・ビラス             | バスター・モットラム                   | 6-1, 6-3, 6-3           |
| 1977             | ゼリコ・フラヌロビッチ         | ビクトル・ペッチ                       | 6-1, 6-1, 6-7, 7-5      |
| 1976             | マニュエル・オランテス         | カール・メイラー                       | 6-1, 6-4, 6-1           |
| 1975             | ギリェルモ・ビラス             | カール・メイラー                       | 2-6, 6-0, 6-2, 6-3      |
| 1974             | ユルゲン・ファスベンダー       | フランソワ・ジョフレー                 | 6-2, 5-7, 6-1, 6-4      |

### ダブルス
1974年以後
| 年               | 優勝者                                              | 準優勝者                                            | スコア                       |
| ---------------- | --------------------------------------------------- | --------------------------------------------------- | ---------------------------- |
| 2019             | フレデリク・ニールセン ティム・プッツ               | マルセロ・デモリナー ディビジ・シャラン             | 6-4, 6-2                     |
| 2018             | イワン・ドディグ ラジーブ・ラム                     | ニコラ・メクティッチ アレクサンダー・ペヤ           | 6-3, 7-5                     |
| 2017             | フアン・セバスティアン・カバル ロベルト・ファラ     | ジェレミー・シャルディー ファブリス・マルタン       | 6-3, 6-3                     |
| 2016             | ヘンリ・コンティネン ジョン・ピアーズ               | フアン・セバスティアン・カバル ロベルト・ファラ     | 6-3, 3-6, [10-7]             |
| 2015             | アレクサンダー・ペヤ ブルーノ・ソアレス             | アレクサンダー・ズベレフ ミーシャ・ズベレフ         | 4-6, 6-1, [10-5]             |
| 2014             | ジェイミー・マリー ジョン・ピアーズ                 | コリン・フレミング ロス・ハッチンス                 | 6-4, 6-2                     |
| 2013             | ヤルコ・ニエミネン ドミトリー・トゥルスノフ         | マルコス・バグダティス エリック・ブトラック         | 6-1, 6-4                     |
| 2012             | フランティシェク・チェルマク フリップ・ポラセック   | グザビエ・マリス ディック・ノーマン                 | 6-4, 7-5                     |
| 2011             | シモーネ・ボレリ オラシオ・セバジョス               | アンドレアス・ベック クリストファー・カス           | 7-6(7-3), 6-4                |
| 2010             | オリバー・マラチ サンティアゴ・ベントゥーラ         | エリック・ブトラック ミヒャエル・コールマン         | 5-7, 6-3, [16-14]            |
| 2009             | ヤン・ヘルニチ イボ・ミナール                       | アシュリー・フィッシャー ジョーダン・カー           | 6-4, 6-4                     |
| 2008             | ミヒャエル・ベラー ライナー・シュットラー           | スコット・リプスキー デビッド・マーティン           | 7-5, 3-6, [10-8]             |
| 2007             | フィリップ・コールシュライバー ミハイル・ユージニー | ヤン・ハジェク ヤロスラフ・レビンスキー             | 6-1, 6-4                     |
| 2006             | アンドレイ・パベル アレクサンダー・ワスケ           | アレクサンダー・ペヤ ビョルン・ファウ               | 6-4, 6-2                     |
| 2005             | マリオ・アンチッチ ユリアン・ノール                 | フロリアン・マイヤー アレクサンダー・ワスケ         | 6-3, 1-6, 6-3                |
| 2004             | ジェームズ・ブレーク マーク・マークレイン           | ユリアン・ノール ネナド・ジモニッチ                 | 6-2, 6-4                     |
| 2003             | ウェイン・ブラック ケビン・ウリエット               | ジョシュア・イーグル ジャレッド・パーマー           | 6-3, 7-5                     |
| 2002             | ペトル・ルクサ ラデク・ステパネク                   | ペトル・パラ パベル・ビズネル                       | 6-0, 6-7, [11-9]             |
| 2001             | ペトル・ルクサ ラデク・ステパネク                   | ジャイミ・オンシンス ダニエル・オルサニック         | 5-7, 6-2, 7-6                |
| 2000             | デビッド・アダムズ ジョン＝ラフニー・デ・ヤーガー   | マックス・ミルヌイ ネナド・ジモニッチ               | 6-4, 6-4                     |
| 1999             | ダニエル・オルサニック マリアノ・プエルタ           | マッシモ・ベルトリーニ クリスティアン・ブランディ   | 7-6, 3-6, 7-6                |
| 1998             | トッド・ウッドブリッジ マーク・ウッドフォード       | ジョシュア・イーグル アンドリュー・フロレント       | 6-0, 6-3                     |
| 1997             | パブロ・アルバノ アレックス・コレチャ               | カーステン・ブラーシュ イェンス・クニプシルト       | 3-6, 7-5, 6-2                |
| 1996             | ラン・ベイル シュテファン・ノーテブーム             | オリビエ・ドレートル ディエゴ・ナルギソ             | 4-6, 7-6, 6-4                |
| 1995             | トレバー・クロネマン デビッド・マクファーソン       | ルイス・ロボ ハビエル・サンチェス                   | 6-3, 6-4                     |
| 1994             | エフゲニー・カフェルニコフ ダヴィッド・リクル       | ボリス・ベッカー ペトル・コルダ                     | 7-6, 7-5                     |
| 1993             | マルティン・ダム ヘンリク・ホルム                   | カレル・ノバチェク カール＝ウーヴェ・シュティーブ   | 6-0, 3-6, 7-5                |
| 1992             | デビッド・アダムズ メノ・オースティング             | カール・リンバーガー トマーシュ・アンザリ           | 3-6, 7-5, 6-3                |
| 1991             | パトリック・ガルブレイス トッド・ウィッツケン       | アンダース・ヤリード ダニー・ヴィッサー             | 7-5, 6-4                     |
| 1990             | ウド・リジェフスキ ミヒャエル・シュティヒ           | ペトル・コルダ トマシュ・スミッド                   | 6-1, 6-4                     |
| ↑ ATPツアー250 ↑ |                                                     |                                                     |                              |
| 1989             | ハビエル・サンチェス バラージュ・タロツィ           | ピーター・ドゥーハン ローリー・ウォーダー           | 7-6, 6-3                     |
| 1988             | リック・リーチ ジム・ピュー                         | アルベルト・マンシーニ クリスティアン・ミヌッシ     | 7-6, 6-1                     |
| 1987             | ジム・ピュー ブレイン・ウィレンボーグ               | セルヒオ・カサル エミリオ・サンチェス               | 7-6, 4-6, 6-4                |
| 1986             | セルヒオ・カサル エミリオ・サンチェス               | ブロデリック・ダイク ウォリー・マスー               | 6-3, 4-6, 6-3                |
| 1985             | マーク・エドモンドソン キム・ウォーウィック         | セルヒオ・カサル エミリオ・サンチェス               | 4-6, 7-5, 7-5                |
| 1984             | ボリス・ベッカー ヴォイチェフ・フィバク             | エリック・フロム Florin Segărceanu                  | 6-4, 4-6, 6-1                |
| 1983             | クリス・ルイス パベル・スロジル                     | アンダース・ヤリード トマシュ・スミッド             | 6-4, 6-2                     |
| 1982             | チップ・フーパー メル・パーセル                     | ティアン・フィリューン ダニー・ヴィッサー           | 6-4, 7-6                     |
| 1981             | デイヴィッド・カーター ポール・クロンク             | エリック・フロム シュロモ・グリックステイン         | 6-3, 6-4                     |
| 1980             | ハインツ・ギュンタード ボブ・ヒューイット           | デイヴィッド・カーター クリス・ルイス               | 7-6, 6-1                     |
| 1979             | ヴォイチェフ・フィバク トム・オッカー               | ユルゲン・ファスベンダー Jean-Louis Haillet         | 7-6, 7-5                     |
| 1978             | イオン・ ティリアック ギリェルモ・ビラス            | ユルゲン・ファスベンダー トム・オッカー             | 3-6, 6-4, 7-6                |
| 1977             | フランティシェク・パラ バラージュ・タロツィ         | Nikki Spear ジョン・ウィットリンガー                | 6-3, 6-4                     |
| 1976             | フアン・ヒスベルト マニュエル・オランテス           | ユルゲン・ファスベンダー ハンス＝ユルゲン・ポーマン | 1-6, 6-3, 6-2, 2-3, 途中棄権 |
| 1975             | ヴォイチェフ・フィバク ヤン・コデシュ               | ミラン・ホレセク カール・メイラー                   | 7-5, 6-3                     |
| 1974             | アントニオ・ムノツ マニュエル・オランテス           | ユルゲン・ファスベンダー ハンス＝ユルゲン・ポーマン | 2-6, 6-4, 7-6, 6-2           |